# 處方藥

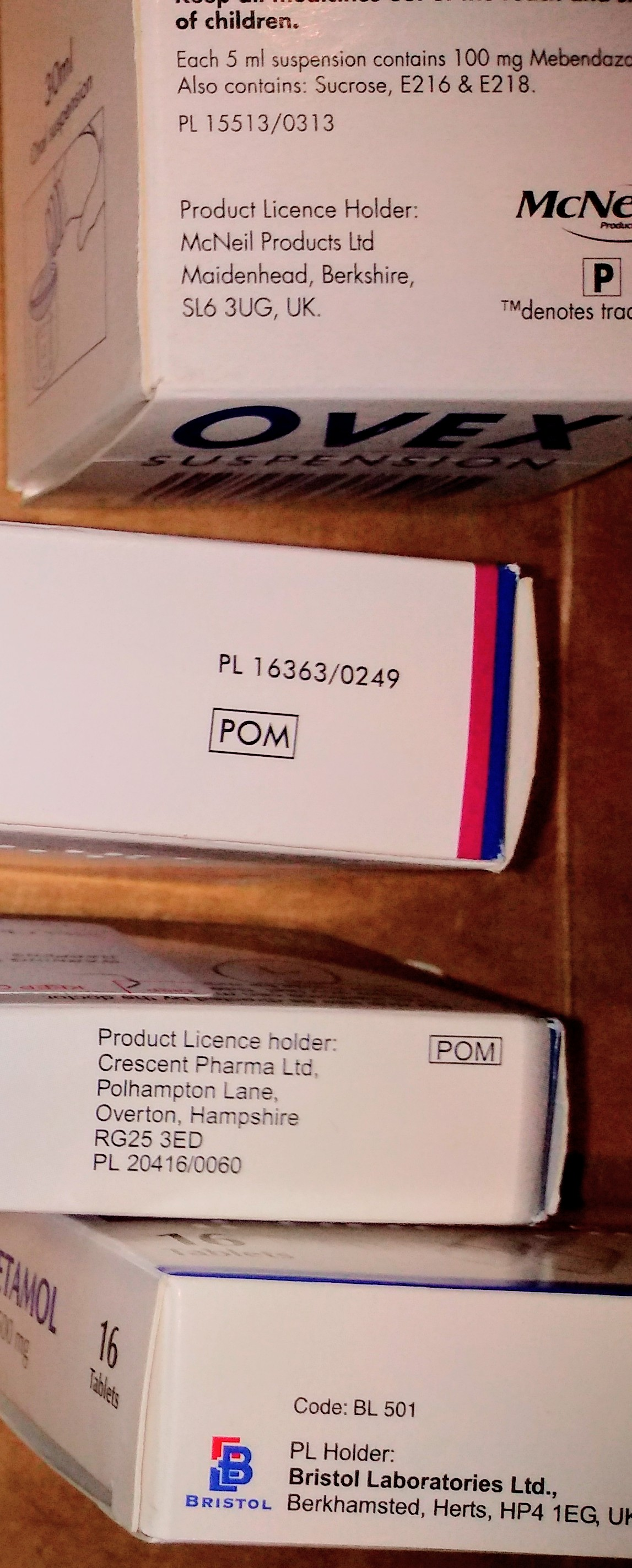
相片中四種在英國登記的藥物，PL代表藥物許可號碼、POM代表處方藥（Prescription Only Medicine）、P代表非處方藥（Pharmacy Medicine）。

處方藥（英語：prescription drug，prescription medication ，prescription medicine）是依法需要透過醫師的處方箋而開立的藥物。相對的，無需醫生處方箋即可購買非處方藥。這種對於管制藥物（處方藥）的差異處理方式，是為防止濫用-範圍從物質濫用到未經許可且沒有足夠的教育就進行執業，都包括在內。不同的司法管轄權地區對處方藥而言，會有不同的定義。
"Rx"（℞）通常在北美洲被用作處方藥的簡稱（為 recipere 的祈使語氣字，"Rx" 為縮寫），意思是“服用”或“取”（Take thou）。調配處方藥給患者時，通常有專論伴隨一起發放，專論中提供有關藥物的詳細資訊，在歐洲，有關藥物的資訊是透過《患者資訊手冊》（Patient Information Leaflet，PIL）提供。
自1960年代以來，處方藥在各地在的使用一直在增加中。

## 規範

### 澳大利亞
澳大利亞透過藥品和毒藥統一分類標準（SUSMP）對於各種藥物的製造和供應作規範，分為以下幾類：
- 第1類  –已廢止
- 第2類  –非處方藥
- 第3類  –僅能透過藥劑師購買的藥物[3]
- 第4類  –處方藥/動物用處方藥[4]
- 第5類  –需注意
- 第6類  –毒藥
- 第7類  –危險毒藥
- 第8類  –管制藥物（未經授權而擁有時，屬於非法）
- 第8類  –違禁藥物
- 未分類藥物

澳大利亞人與其他已開發國家一樣，如果需要處方藥，就必須到合格的醫事人員（例如醫生）的診所，請他們開立處方箋。
澳大利亞的醫事人員開立處方，受到《藥品福利計劃（澳洲）》（PBS）的約束，這項計劃會提供處方藥費用的補貼，以確保所有當地公民均能負擔，且穩定地獲得各種必要的藥物。根據PBS購買藥物時，消費者所支付的費用不超過患者所需支付的共付額，截至2020年1月1日，普通患者的費用為41.00澳元。受政府補貼（低收入者、福利接受者、醫療福利卡持有人等）、和/或受到《“復員軍人藥品福利計劃”》
（RPBS）覆蓋的人，他們的共付額會減少，在2020年為6.60澳元。共付額為強制性，藥房可打折，最低只收1.00澳元。

### 英國
英國的《1968年藥物法》和《1997年處方藥（人類使用）令》包含有關藥物的銷售、使用、開立處方、和生產的規定。藥物分為三類：
- 處方藥（POM），由醫生開立處方箋，而由藥劑師配藥（通常由英國國民保健署支付），如果患者找私人執業醫生的情況，則由患者自行負擔費用
- 非處方藥（P），藥劑師無需處方箋即可出售
- 一般銷售清單（GSL）藥品，無需處方，任何商店均可銷售

無處方箋而擁有處方藥，屬於合法，但如果擁有的是《1971年藥物濫用法》所涵蓋的藥品，則屬非法。
病人去看醫生或牙醫，醫師會開立一些藥品和某些醫療物品，例如糖尿病患者的血糖測試工具。此外，合格且經驗豐富的護士和藥劑師也可擔任獨立的開藥者。兩者都可開出所有POM（包括管制藥物）的處方箋，但不可開列附表1中的管制藥物，和3種列出用來治療成癮患者的管制藥物；開立這種藥，需要像醫生一樣，必須獲得英國內政部的特許。在附表1的藥物基本上是少，或者是沒有醫療益處，因此少有必要開立。自1990年代中期以來，地區護士長和醫療訪問員就擁有有限度的開立處方權；在此之前，患部敷料和簡單藥物的處方都必須由醫生開立。處方箋一旦開立之後，患者就將其帶到藥房，請藥劑師配藥。
大多數處方都要收取國民保健署（NHS）處方費，這是一種標準費用，和藥物本身成本無關。到2020年4月1日，英格蘭的NHS處方費增加到每件9.15英鎊； 如果在蘇格蘭、威爾士、和北愛爾蘭，以及英格蘭的某些患者（例如住院病人、兒童、60歲以上或有特殊醫療條件的人、以及享有某些醫療福利的人）的開立處方以及配藥，則是免費。而藥房向NHS收取藥物的實際費用，可能從幾便士到幾百磅不等。
患者可把處方費用收據（非正式地稱為"季票"）合併加總，對於這種費用，患者繳納的上限是每季度29.60英鎊，或是每年度105.90英鎊。
私人醫事人員開立的處方，非屬NHS所涵蓋，有時NHS也會開立他們所未涵蓋的藥物。這樣的處方藥物，患者必須依照標準價格支付給藥房。
市場研究機構Ipso MORI在2008年發布的調查資料顯示，在英格蘭約有80萬人由於費用原因而沒有索取處方箋，或者是拿了，卻沒去藥房配藥，與2001年的情況一樣。

### 美國
在美國，《聯邦食品、藥品和化妝品法案》規定哪些藥物需要醫生處方，藥房方可依據配藥。聯邦政府授權（任何專科）醫生、助理醫師、執業護士和高級執業護士、獸醫、牙醫、和視光師開立管制藥物的處方。開立處方時，必須把每位開立者獨特的美國緝毒局（DEA）編號輸入，以利DEA追踪；而其他心理諮商師和物理治療人員，包括基層註冊護士、醫療助理、緊急醫療技術員、大多數心理師和社會工作者，均無權為處方藥物或管制藥物開立處方。所謂“legend drugs”是處方藥的另一個稱法。
受控物質法案（CSA）是美國國會於1970年通過，由當時的總統簽署成為法律。受到“管制”的藥物的生產、進口、擁有、使用、和分配由這個法案規範。法案把相關藥物分為五個種類，每個種類具有不同的條件。有美國管制藥物第I類、美國管制藥物第II類、美國管制藥物第III類、美國管制藥物第IV類、和美國管制藥物第V類。即使不是管制藥物，有許多仍需要擁有處方箋才能取得。
在美國，處方藥的安全性和有效性受1987年《處方藥販售法》（PDMA）的監管。美國食品藥品監督管理局（FDA）負責這項法案的執行面。
濫用處方藥會產生負面的藥物意外事件，包括由於危險藥物之間相互作用所產生者。
處方藥的包裝插頁中包含藥物的預期功能，以及在人體之內作用的資訊。它還包含關於副作用、患者服用指示、以及注意事項（包括有關引起過敏的提醒）。
通常，“非處方藥”（over-the-counter drugs，OTC）用於治療不需要醫事人員照護的疾病，前提是患者做這樣的自我藥療符合安全標準。通常，強度較低的藥物可被核准用於OTC，但是強度較高的藥物仍需要擁有處方才能取得；自1980年代中期以來，布洛芬就是已被廣泛使用的OTC鎮痛藥，但對於嚴重疼痛而從OTC購得的布洛芬無法發揮作用時，有處方藥（劑量可達OTC劑量的四倍）可供使用。
FDA將草藥製劑、氨基酸、維生素、礦物質、和其他食品補充劑作為營養補充劑來監管。對於這類產品，規定不得有具體的健康聲明，因此消費者在購買此類產品時必須做審慎的選擇。
根據法律，由諸如好市多和山姆會員商店所屬的"會員俱樂部"，它們所經營的藥房必須允許非會員使用，並且收費不得超過向會員所收取者。
醫師可開立處方藥，但用在非FDA所核准的用途，這種稱為仿單標示外使用。但是，藥廠不得利用標示外使用的名目來銷售其藥品。
擁有藥房和藥房連鎖店的大型零售商會使用廉價的學名藥來吸引客人。包括沃爾瑪、克羅格（以及克羅格的Dillons等子公司）、塔吉特百貨等在內的數家連鎖店，它們提供每月只有4美元的精選學名藥處方，以吸引顧客。在許多分店都設有藥房的超市Publix Super Markets，為客人提供一些較舊，但仍然有效的免費處方。最高供應份量是30天份。
有些處方藥常被濫用，特別是作為止痛藥使用者，包括芬太尼（商品名Duragesic）、氫可酮（商品名Vicodin）、羥考酮（商品名OxyContin）、羥嗎啡酮（商品名Opana）、丙氧芬（商品名Darvon）、氫嗎啡酮（商品名Dilaudid）、哌替啶（商品名Demerol）、和二苯氧基化物（商品名Lomotil）。
根據美國國家安全委員會 ，自1990年代以來，有些處方止痛藥會令人上癮，而且導致意外中毒死亡人數激增。被用來減少鴉片類藥物服用和濫用的監管方式有：處方藥開藥者的教育指南和患者教育、處方藥監測計劃、和對疼痛治療診所的監管。

## 藥物有效日期
在一些國家/地區中，對處方藥需要標明有效日期，說明藥廠保證在到期日以前，藥物完全有效並且安全。在美國，有效日期由FDA制定的法規規範。FDA建議消費者不要使用過期藥品。
FDA所做一項涵蓋100多種藥物的研究，包含處方藥和非處方藥。結果顯示是其中約佔90％的藥物，其安全和有效性遠超過其最初設定的有效日期。至少有一種藥物在有效日期過了15年後仍然有效。前FDA藥品有效日期合規負責人喬爾·戴維斯（Joel Davis）表示，除少數（尤其是硝酸甘油 (藥物)、胰島素、某些液態生素；過期的四環素類抗生素會產生范康尼氏症候群）之外，大多數過期的藥物可能仍然有效。
有關藥物有效期的報告和聲明由美國醫學會（AMA）發表。《哈佛醫學院家庭健康指南（Harvard Medical School Family Health Guide）》指出，除極少數例外，"確實，藥物的有效性可能會隨時間流逝而降低，但即使在有效期滿十年之後，其最初的效力仍會有大部被保留住。" 
到期日是藥廠保證藥物完全有效而且安全的最後一日。大多數藥物標籤上都會標明有效期，包括處方藥、非處方藥、和膳食（草藥）補充品。法律要求美國藥廠在處方藥上市前就註明有效期。在法律面和責任面，藥廠不會為過期藥物的穩定性做任何推薦。

## 藥物成本
世界各處的藥物成本差異甚大。生物相似藥和學名藥的處方費用通常少於品牌藥，但往往藥物在一家藥房的索價，與另一家藥房的就不同。
處方藥價格（包括學名藥的價格在內）的上漲速度快於平均通貨膨脹率。為了降低處方藥費用，一些患者決定利用網路藥房購買的方式。
學名藥要經過嚴格審查，以達到與品牌藥在功效、安全性、劑量、強度、穩定性、和品質都相同。學名藥是在品牌藥推出之後才開始販售，它是品牌藥的複製品，因此學名藥的審批流程在許多方面都會縮短。
由於品牌藥藥廠投入的時間、金錢、和資源，為了進行FDA所要求的臨床試驗，品牌藥物的成本會更高。因為這些非常高的研發成本，品牌藥的價格會高很多。
當某品牌藥的專利到期時，這種藥物的學名藥版本會被其他藥廠生產（或是原藥廠許可子公司（或另一家公司）根據原始專利而生產和銷售學名藥。經專利持有人許可銷售的學名藥被稱為授權學名藥（請參考學名藥#經濟學），並以較低的價格出售。患者改用學名藥，可節省相當多的成本：FDA所做的一項研究顯示在某個案例，患者在處方藥的總成本的節省可達50％以上。

## 美國藥物成本控制策略
在美國，有許多資源可用來協助患者把藥物成本，如共付額、共同保險、和自負額 (醫療保險)等降低。Medicaid藥品折扣計劃是另一種方式。
學名藥計劃把患者在藥房取藥時支付的金額降低，如其所名，這些計劃僅涵蓋到學名藥。
共付額援助計劃的目的是幫助患者把在特殊藥物（如名列在受限處方集、配藥受限、而且沒學名藥可替代的藥物）的成本降低。包括的有治療人類免疫缺乏病毒（HIV）、C型肝炎、和多發性硬化症的藥物。患者協助計劃中心（Patient Assistance Program Center，RxAssist）有基金會的名單，這些基金會提供在共付額方面的協助。但是要注意，共付額援助計劃是針對醫療保險涵蓋不足的患者。無醫療保險覆蓋的患者沒資格用到這種資源，但是他們可能有資格參加前述患者協助計劃中心提供的其他協助。
患者協助計劃由藥廠資助。患者通常可登入藥廠的網站進行申請。對於無保險覆蓋的患者，這類援助計劃是為數量有限的選擇中的一種。
參加共付額援助或患者援助計劃的患者，他們的自付費用為0。它是有助於降低藥物成本的重要資源。但是，許多醫療衛生提供者和患者並不知道有這些資源。

## 環境
美國的新聞報導中提起在飲用水中發現微量的處方藥，包括抗生素、抗癲癇藥物、情緒穩定劑、和性類固醇
。人們發現，污水處理廠無法完全消除人體治療中的拋棄物，以及人體代謝物中的藥物活性化合物（Pharmaceutically active compounds，PhAC），並且在這些藥廠下游的地表水中發現低濃度的藥物活性化合物。不停止放流未完全處理過的水，其中的微量藥劑可能與其他環境化學品相互作用，並導致無法預測的生態影響。由於大多數藥物是高度可溶性，魚類和其他水生生物容易受到影響。藥物對環境的長期影響可能會衝擊到此類生物的生存和繁殖。但是，目前水中的醫療藥物廢料水準夠低，因此與人類健康無關。但是，諸如生物放大作用等過程，將來可能是人類需要關心的。
而在另一方面，有明確證據顯示這些微量藥物殘餘對於水生動物和動物相有害。技術上的最新進展讓科學家能夠檢測出低到奈克/毫升範圍的微量藥物。縱然雌激素類避孕藥的濃度如此之低，但據報導已對雄性的脊椎動物如魚、蛙類、和鱷魚等發生雌性化的影響。目前已有一種前景不錯的模型被開發出，用來進一步研究對水生環境的影響。這種模型稱為“跨生物學閱讀模型”，把作用機制（MoA）和不良結果途徑（AOP）的概念相結合。換句話說，被研究的物種需要與人類具有相似的機制，藥物通過這項機制作用到這類物種身上，而且還要達到足以對人類產生影響的相似濃度。研究這些關係，可提供更多環境中藥物作用的相關量化資訊。
當前有幾種方法，正用於研究減少環境中的化學廢物。此外，FDA於2007年制定及告知消費者處置處方藥的準則。如果藥物附有特定的處置說明，患者就不應透過馬桶中把藥物沖走，而應遵照藥物回收程序。目的是減少藥物廢物量進入污水和垃圾掩埋場。如果沒附有回收計劃，這些處方藥可被壓碎和/或溶解後丟棄在家庭垃圾中，然後在單獨的容器或可密封的袋中與其他廢棄物（如貓砂或其他雜物）混合後交給垃圾處理人員帶走 。

## 進一步閱讀
- The Optimal Level of Regulation in the Pharmaceutical Industry (Yale Economic Review)
- Jerry Avorn, Powerful Medicines: The Benefits, Risks, and Costs of Prescription Drugs, Random House (2004), hardcover, 448 pages, ISBN 0-375-41483-5
- Donna Leinwand. . USA Today. 2006-06-13  [2020-10-28]. （原始内容存档于2012-09-25）.